# Markgrafenstein (Bad Liebenstein)
 Burg Markgrafenstein (auch Neuenstein) war eine mittelalterliche Spornburg auf 450 m ü. NN bei Schweina und Bad Liebenstein  im Thüringer Wald.

## Geschichte
Der Name Altenstein bezieht sich auf eine hochmittelalterliche Burg, die als eine der ersten aus Stein erbauten Burganlagen im mittleren Werratal entstand und um das Jahr 1120 vom Kloster Fulda an das urfränkische Rittergeschlecht von Stein (de Lapide) vergeben wurde.
Gegenüber dieser Burg Stein (Altenstein) wurde am Bonifaciusfelsen im 13. Jahrhundert von den Ludowingern die Errichtung einer Burg, deren späterer Name mit „Markgrafenstein“ und zur besseren Unterscheidung von der bisher nur als Burg Stein bekannten Anlage einfach „Neuenstein“  als „der Neue Stein“ erzwungen. Die Landgrafen von Thüringen aus dem Haus Wettin waren zum Zeitpunkt der Burggründung das mächtigste Adelsgeschlecht in Westthüringen, sie waren auch Markgrafen von Meißen.
Der 1225 erstmals verwendete Name Altenstein (de aniquo lapide) für die ältere Burganlage und die zugehörige Burggrafschaft Altenstein, in der Bevölkerung als „Dornheckenamt“ bekannt, blieben bis heute in Gebrauch, während die Gegenburg „Neuenstein“ nur selten Erwähnung fand. Über die Herren von Frankenstein gelangte der Altenstein 1346 in den Besitz der Landgrafen von Thüringen, denen auch Burg Neuenstein gehörte.
Die in der Schweinaer Kirche als Wandbild überlieferte historische Darstellung, wohl nach älterer Beschreibung und einer Karte gemalt, zeigt eine überdachte Brücke als Verbindung zwischen beiden Burgen. Diese machte nur Sinn, wenn beide Burgen in gemeinsamer Hut standen, also nach der Übernahme des Altenstein seitens der Wettiner.

### Zerstörung im Markgräflerkrieg
Im Bauernkrieg wurde der „Markgrafenstein“ von aufständischen Bauern eingenommen und zerstört, der Altenstein blieb hingegen unangetastet, die Burgherren von Wenckheim hatten sich zum Schein auf die Seite der Bauern gestellt.

## Archäologische Forschung

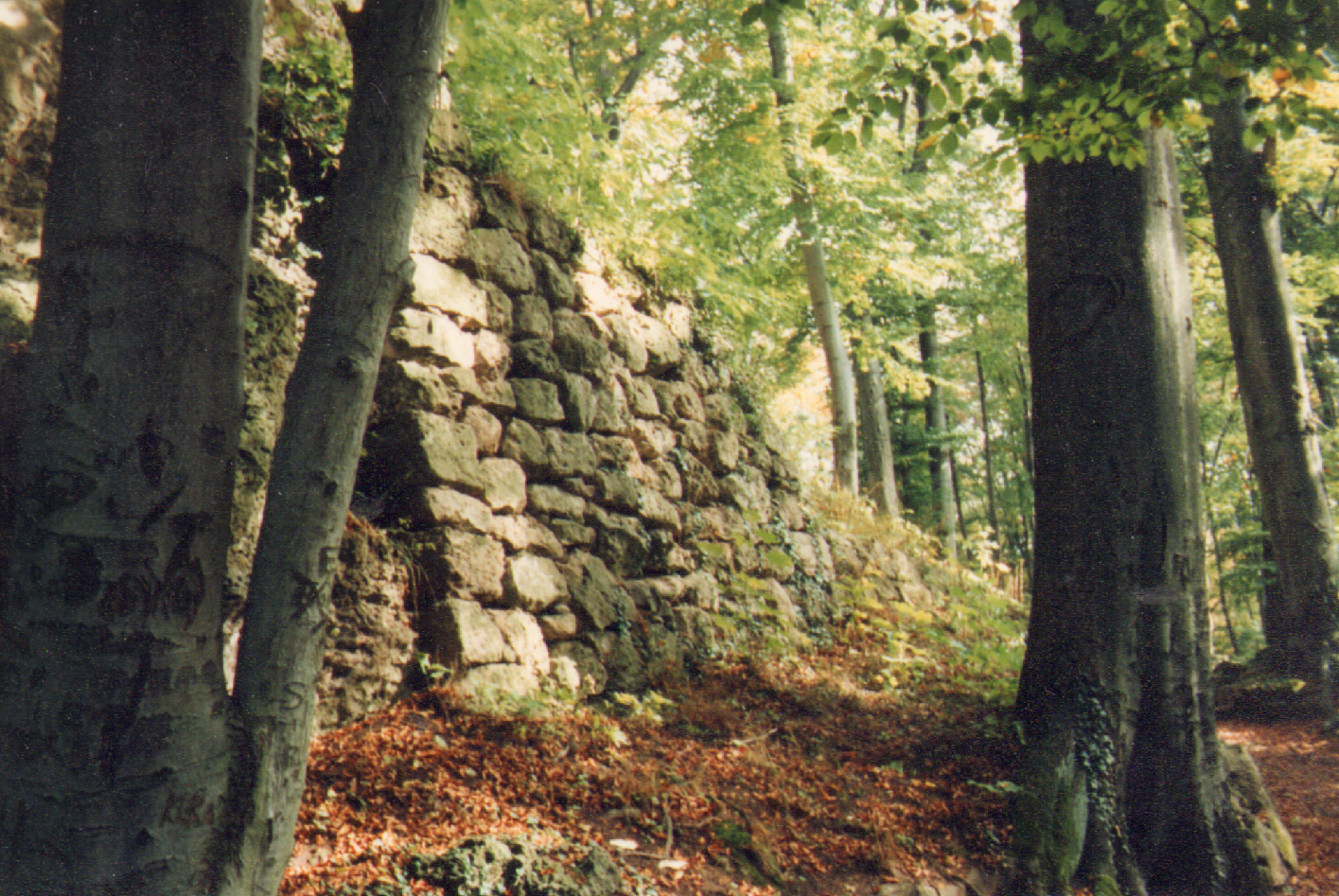
Mauerreste am Bonifaciusfelsen (1995)

Als Voraussetzung für die Ausweisung als Bodendenkmal dienten seit den 1950er Jahren erfolgte Geländebegehungen und Auswertungen der Lesefunde aus dem Areal um den Bonifaciusfelsen als angenommener und plausibler Standort der Burg Markgrafenstein.
In den Jahren 2004–05 konnte nördlich der Terrasse gegraben werden, die dort geborgenen Funde belegen Gebäudereste und Nutzungsphasen aus dem 13. bis 15. Jahrhundert.